# Vzdušné síly Slovenské republiky
Vzdušné síly Ozbrojených sil Slovenské republiky (slovensky Vzdušné sily Ozbrojených síl Slovenskej republiky) je oficiální název slovenského vojenského letectva, jehož úkolem je zajištění vzdušného prostoru Slovenska, obrana svrchovanosti země, důležitých politických a hospodářských center, regionů a vojsk před údery vzdušného protivníka, jakož i přímá podpora boje pozemních sil. Současným velitelem vzdušných sil je od 1. srpna 2017 generálmajor Ľubomír Svoboda.

## Historie

### Vznik
V důsledku změněné geopoliticko-vojenské situace po roce 1989 se velení tehdejší federální československé armády snažilo posílit vzdušnou obranu Slovenska. 7. května 1991 byla na letišti Sliač dislokována 81. samostatná stíhací letka, která spolu se zabezpečovacím praporem plnila úkoly pohotovostního systému a položila základ současného slovenského letactva. Později byla reorganizovaná na 1. leteckou základnu a 1. stíhací letecký pluk. 30. listopadu 1991 bylo ve Zvolenu vytvořeno velitelství 1. divize protivzdušné obrany. Postupně mu byly podřízeny protiletadlové raketové útvary v Nitře, Rožňavě a Pezinku, jakož i různé zabezpečovací útvary.
V říjnu 1992 byla federálním ministerstvem obrany ČSFR vyčleněna skupina, které velel generálmajor Ing. Ján Váňa. Cílem této skupiny bylo vytvořit organizační struktury budoucího letectva a protivzdušné obrany SR a zabezpečit bojeschopnost letectva a protivzdušné obrany SR po rozdělení Československa. Postupně se tato skupina rozrůstala a 1. listopadu 1992 vznikla Správa letectva a protivzdušné obrany pro Slovensko se sídlem v Trenčíně, jejíž činnost skončila 31. prosince 1992. Ke dni 1. ledna 1993, spolu se vznikem Slovenské republiky, vzniká Letectvo a protivzdušná obrana Armády SR, jejímž velitelem byl jmenován generálmajor Ing. Štefan Gombík.

### Před vstupem do NATO (1993–2004)

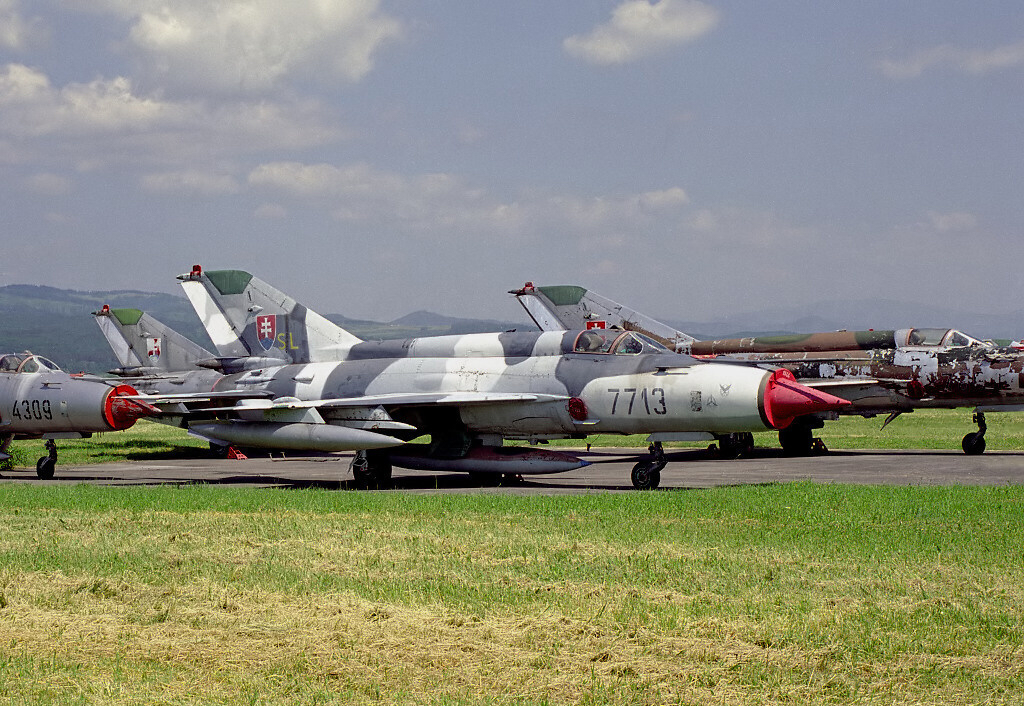
Vyřazené MiGy-21MF na základně Sliač, 2003

Rozdělením Československa a následným dělením majetku převzalo Slovensko a přesunulo na svoje území 167 letounů a 62 vrtulníků, spolu s příslušným materiálem a několika protiletadlovými komplety. Zároveň se organizovalo přeškolováním několik desítek techniků a pilotů.
Letectvo a protivzdušná obrana Armády SR bylo dislokované na pěti leteckých základnách a mělo ve výzbroji 229 letadel a vrtulníků různých typů; stíhačky (9× MiG-29A, 1× MiG-29UB, 13× MiG-21MA, 36× MiG-21MF, 8× MiG-21R, 11× MiG-21UM a 2× MiG-21US), stíhací bombardéry (18× Su-22M4 a 3× Su-22UM-3K), bojové (12× Su-25K a 1× Su-25UBK), cvičné proudové (16× L-29, 8× L-39C, 2× L-39MS, 2× L-39V a 9× L-39ZA), vrtulníky (17× Mi-2, 1× Mi-8PPA, 2× Mi-8PS, 6× Mi-8T, 15× Mi-17, 2× Mi-17Z-2, 8× Mi-24D, 1× Mi-24DU, 10× Mi-24V), dopravní (2× L-410MA, 2× L-410FG, 1× L-410UVP, 1× L-410UVP-E, 3× L-410UVP-T, 1× An-12BP, 2× An-24V, 2× An-26 a 1× Tu-154B-2) a bezpilotní prostředky VR-3 Rejs. V rámci první deblokáce ruského dluhu, od prosince 1993 do ledna 1994, bylo na Slovensko dodáno pět stíhacích MiGů-29A (reg. č. 0619, 0820, 0921, 2022, 2123) a 1 cvičný MiG-29UB (reg. č. 1303). V roku 1994 byl v souladu s Koncepcí výstavby Armády SR do roku 2000 vytvořen Generální štáb Armády SR a v jeho rámci Štáb letectva a protivzdušné obrany. Ve stejnem roce byla zrušena 1. divize protivzdušné obrany Armády SR a na jejím základeu 1. listopadu 1994 Vznikl 3. sbor letectva a protivzdušné obrany (3. sbor LaPVO).

### Po roce 2004

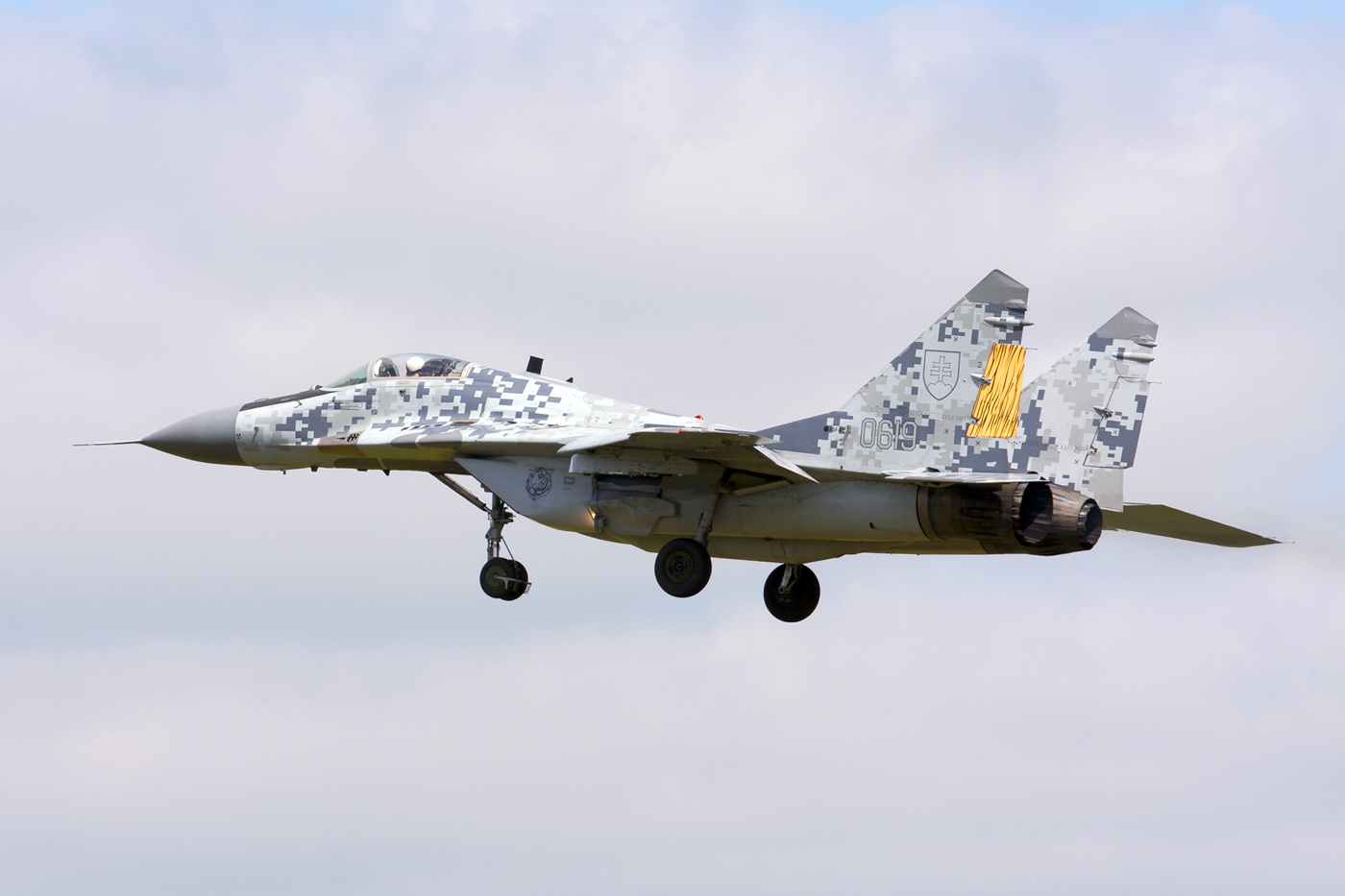
MiG-29AS (reg. č. 0619) v digitální kamufláži po modernizaci

Po vstupu Slovenska do NATO bylo nutné modernizovat letadla vzdušných sil, respektive dosáhnout kompatibility s technikou NATO. V letech 2005 a 2006 byla v leteckých opravovnách Trenčín provedena modernizace stíhaček MiG-29 ve spolupráci s výrobcem letounů a několika západními společnostmi. Stroje byly vybaveny moderními komunikačními prostředky a systémy kompatibilními s technikou NATO, například avionika byla upravena na anglosaský nemetrický systém. Dvanáct modernizovaných strojů (10 jednomístných verze AS a 2 dvojmístné UBS), které navíc prošly změnou kamufláže, byly formálně odevzdány armádě 29. února 2008 na letišti Sliač.
19. ledna 2006 ztratilo slovenské letectvo Antonov An-24 při letecké katastrofě, kdy při nárazu letadla zahynulo 41 vojáků a jeden civilní zaměstnanec ministerstva obrany, jeden voják přežil. Letadlo přiváželo zpět slovenské příslušníky sil KFOR z půlroční služby v Kosovu.
V září 2011 byly vyřazeny všechny zbývající vrtulníky Mil Mi-24. 20. prosince 2012 došlo k incidentu, kdy se slovenský MiG-29AS (reg. č. 0921) nebezpečně přiblížil k civilnímu soukromému letadlu Beechcraft B200 Super King Air, na kterém se spustil protisrážkový systém.
28. července 2015 došlo během cvičení přistáváním v terénu následkem povětrnostních podmínek ke zřícení vrtulníku Mi-17M (reg. Č. 0812) u osady Hradisko (na území obce Terňa). Krátce po havárii podlehl svým zraněním druhý pilot pilot kpt. Ing. Richard Sépi. Kapitán vrtulníku kpt. Ing. Peter Pavlinský a palubní technik pprap. Tibor Šoltés utrpěli těžká zranění.
Vzhledem k záměru komplexního zabezpečení nedotknutelnosti vzdušného prostoru Slovenska a vzdušného prostoru Česka prostřednictvím vzájemné spolupráce vyslovila slovenská vláda souhlas s vysláním příslušníků Ozbrojených sil Slovenské republiky na území Česka a s přítomností příslušníků Armády České republiky na území Slovenska za účelem spolupráce při vzájemné ochraně vzdušného prostoru na základě smlouvy mezi Českou a Slovenskou republikou o spolupráci při vzájemné ochraně vzdušného prostoru, která byla podepsána v Bruselu dne 15. února 2017.
27. března 2017 došlo na letecké základně Sliač k závažné letecké nehodě, při které havarovalo soukromé letadlo L-29 Delfín (OM-JLP, rok výroby 1965, výrobní číslo 591683, vlastník Ing. Ľudovít Francl, PhD.), přičemž klouzalo 755 metrů po vzletové a přistávací dráze (VPD). Následně byla VPD zablokována, což znemožnilo případný start pohotovostních letadel MiG-29, a tak byla celkově 1 hodinu a 42 minut narušena nepřetržitá ochrana nedotknutelnosti slovenského vzdušného prostoru v rámci integrovaného systému NATINAMDS. Soukromé lety letadel L-29 (OM-SLK, rok výroby 1972, provozovatel Slovenské krídla s.r.o.) z letecké základny Sliač stále pokračují, což potenciálně ohrožuje bezpečnost a provozuschopnost letiště Sliač. Je zvláštní, že uvedená skutečnost je tolerována ze strany kompetentních lidí z Ministerstva obrany.
9. září 2022 došlo po zhruba 30 letech ve službě k ukončení provozu stíhacích letadel MiG-29. Provoz stíhaček provázely problémy z technického, mezinárodně-politického i bezpečnostního hlediska, ale i z hlediska dostupnosti pilotů. Piloti nalétali na letadlech MiG-29 celkem 20 246 letových hodin a bylo vycvičeno 52 pilotů. Dne 27. srpna byla během Mezinárodních leteckých dnů SIAF 2022 na letecké základně Malacky podepsána dohoda o ochraně vzdušného prostoru s Českem a Polskem na období do dodání a zprovoznění nových stíhaček F-16 pro slovenské letectvo. Dohodu podepsali slovenský ministr obrany Jaroslav Naď, česká šéfka resortu Jana Černochová a polský ministr Mariusz Blaszczak. Na leteckých dnech SIAF 2022 se 27. a 28. srpna uskutečnila i rozloučení letadel MiG-29 s veřejností.

## Modernizace

### Stíhací letouny
Koncem srpna 2022 došlo k ukončení provozu stíhacích letounů MiG-29 a dočasnému převzetí ochrany vzdušného prostoru SR ze strany letectev České republiky a Polska až do doby dodání stíhacích letounů F-16 Block 70/72. Od roku 2020 probíhá výcvik pilotů v USA. 1. března 2024 došlo k předání první dvojice letounů v Greenville v Jižní Karolíně, ale prozatím budou sloužit k dalšímu výcviku pilotů a pozemního personálu v USA. S přeletem první dvojice na letiště Malacky-Kuchyňa, kde budou dislokované po dobu modernizace základny Sliač, se počítá po druhém čtvrtletí roku 2024 po dodání dalších strojů.
Cvičná letadla
Začátkem dubna 2025 začal slovenský ministr obrany jednat o nákupu až 12 letounů L-39 Skyfox, které by nahradily zastaralé L-39ZA. Původně se vybíralo také z jihokorejských T-50 Golden Eagle.
Transportní letectvo
V polovině roku 2025 slovenské letectvo převzalo dva letouny Global 5000, které pomalu nahrazují zastaralé Fokker 100, které létají pro letku ministerstva vnitra. (Slovak gvmt Flying Service) Dále se jedná o nahrazení československých L-410 Turbolet, které slovenské letectvo používá i ve fotogrammetrické verzi. Jako možná náhrada byl vybrán transportní letoun KC-390, který v říjnu 2024 objednala také Česká republika.
Bitevní vrtulníky
Slovenské letectvo dostalo také nabídku na bitevní vrtulníky Bell Ah-1z Viper v počtu 12 a se sníženou cenou, jako dar za zpoždění dodávek F-16. Stalo se tak ještě minulou vládu, která nákup nestihla odsouhlasit a nová vláda místo bitevních vrtulníků pořídí použité vrtulníky UH-60L Blackhawk.

## Struktura

### Velení
Velitelství Vzdušných sil OS SR v čele s generálmajorem Ľubomírem Svobodou sídlí ve Zvolenu. Předchozím velitelem byl od 25. května 2012 generálmajor Miroslav Korba, který převzal funkci po genmjr. Martinu Babiakovi (od 1. června 2010 do května 2012).

### Jednotky a výzbroj
Hlavní útvary Vzdušných sil OS SR a jejich výzbroj:
Jednotky bojové podpory:
 Dopravní křídlo generála Milana Rastislava Štefánika
 Protiletadlová raketová brigáda obránců Tobruku
 Křídlo velení, řízení a průzkumu
| Jednotka                                                      | Výzbroj                                 |
| ------------------------------------------------------------- | --------------------------------------- |
| Taktické křídlo generálmajora Otto Smika, Sliač               |                                         |
| - 1. taktická letka                                           | od 1.9.2022 bez letadel                 |
| - 2. taktická letka                                           | 2 L-39ZAM, 5 L-39CM                     |
| Vrtulníkové křídlo generálplukovníka Jána Ambruše, Prešov     |                                         |
| - Vrtulníková letka                                           | 4 UH-60M, 4 Mi-17M                      |
| - Letka LPZS a výcviku                                        | 1 Mi-17LPZS                             |
| Dopravní křídlo generála Milana Rastislava Štefánika, Kuchyňa |                                         |
| - Dopravní letka                                              | 2 C-27J, 5 L-410UVP, 1 L-410FG          |
| Protiletadlová raketová brigáda obránců Tobruku, Nitra        |                                         |
| - 1. protiletadlová raketová skupina                          | 12 odpalovacích zařízení PLRK S-300PMU  |
| - 2. protiletadlová raketová skupina                          | 20 odpalovacích zařízení PLRK 2K12 Kub  |
| - Protiletadlový raketový oddíl IGLA                          | 72 odpalovacích zařízení PLRK 9K38 Igla |
| Křídlo velení, řízení a průzkumu, Zvolen                      |                                         |

## Letecký park
| Letadlo                               | Fotografie      | Země původu          | Typ                  | Verze                    | Ve službě       | Poznámky                                                                                        |
| Stíhací letouny                       | Stíhací letouny | Stíhací letouny      | Stíhací letouny      | Stíhací letouny          | Stíhací letouny | Stíhací letouny                                                                                 |
| ------------------------------------- | --------------- | -------------------- | -------------------- | ------------------------ | --------------- | ----------------------------------------------------------------------------------------------- |
| General Dynamics F-16 Fighting Falcon |                 | USA                  | stíhací              | F-16                     | 3+11            | První 2 stroje převzaty v březnu 2024, na Slovensko přelétnuty 22. července.                    |
| Bojové letouny                        |                 |                      |                      |                          |                 |                                                                                                 |
| Aero L-39 Albatros                    |                 | Československo       | cvičnýcvičný/bitevní | L-39CML-39ZAM            | 27              | Technickou zálohu tvoří 1 L-39CM a 1 L-39ZAM.                                                   |
| Průzkumné letotuny                    |                 |                      |                      |                          |                 |                                                                                                 |
| Let L-410FG Turbolet                  |                 | Československo       | fotogrammetrický     | L-410FG                  | 1               |                                                                                                 |
| Dopravní a transportní letouny        |                 |                      |                      |                          |                 |                                                                                                 |
| Alenia C-27J Spartan                  |                 | Itálie               | transportní          | C-27J                    | 2               |                                                                                                 |
| Let L-410UVP Turbolet                 |                 | Československo Česko | dopravní/transportní | L-410UVP-E14L-410UVP-E20 | 14              | Letoun L-410UVP-E9 byl odstaven z provozu.                                                      |
| Vrtulníky                             |                 |                      |                      |                          |                 |                                                                                                 |
| Mil Mi-17                             |                 | SSSR                 | transportnízáchranný | Mi-17MMi-17LPZS          | 112             | Další 2 vrtulníky Mi-17M a 3 Mi-17LPZS jsou mimo provoz.                                        |
| Sikorsky UH-60 Black Hawk             |                 | USA                  | víceúčelový          | UH-60M                   | 11              | Slovensko koupilo další dva vrtulníky UH-60M Black Hawk pro 5. PŠU a ostatních 9 modernizovaly. |

### Vyřazená letadla
| Letadlo                      | Foto            | Země původu          | Typ                                                        | Verze                                   | Počet získaných kusů | Období služby   |
| Stíhací letadla              | Stíhací letadla | Stíhací letadla      | Stíhací letadla                                            | Stíhací letadla                         | Stíhací letadla      | Stíhací letadla |
| ---------------------------- | --------------- | -------------------- | ---------------------------------------------------------- | --------------------------------------- | -------------------- | --------------- |
| MiG-29                       |                 | Rusko                | stíhacícvičný/stíhací                                      | MiG-29ASMiG-29UBS MiG-29A               | 82                   | 1993–2022       |
| MiG-21                       |                 | Sovětský svaz        | stíhací letadlo průzkumné letadlo cvičné/stíhací letadlo   | MiG-21MAMiG-21MFMiG-21RMiG-21UMMiG-21US | 13368112             | 1993–2003       |
| Bojová letadla               |                 |                      |                                                            |                                         |                      |                 |
| Suchoj Su-22                 |                 | Sovětský svaz        | stíhací bombardércvičné/bojové letadlo                     | Su-22M4Su-22UM-3K                       | 183                  | 1993–2002       |
| Suchoj Su-25                 |                 | Sovětský svaz        | letadlo přímé podpory pozemních vojskcvičné/bojové letadlo | Su-25KSu-25UBK                          | 121                  | 1993–2002       |
| Dopravní/transportní letadla |                 |                      |                                                            |                                         |                      |                 |
| Antonov An-12                |                 | Sovětský svaz        | taktické transportní letadlo                               | An-12BP                                 | 1                    | 1993–1999       |
| Antonov An-24                |                 | Sovětský svaz        | taktické transportní letadlo                               | An-24V                                  | 2                    | 1993–2006       |
| Antonov An-26                |                 | Sovětský svaz        | taktické transportní letadlo                               | An-26B-100                              | 2                    | 1993–2016       |
| Jakovlev Jak-40              |                 | Sovětský svaz        | dopravní letadlo (pro cestující)                           | Jak-40                                  | 1                    | 1993–1999       |
| Tupolev Tu-154               |                 | Sovětský svaz        | dopravní letadlo (VIP)                                     | Tu-154B-2                               | 1                    | 1993–1995       |
| Cvičná letadla               |                 |                      |                                                            |                                         |                      |                 |
| Aero L-29 Delfín             |                 | Československo       | cvičné proudové letadlo                                    | L-29                                    | 16                   | 1993–2003       |
| Vrtulníky                    |                 |                      |                                                            |                                         |                      |                 |
| Mil Mi-2                     |                 | Sovětský svaz Polsko | lehký cvičný vrtulník                                      | Mi-2                                    | 17                   | 1993–2013       |
| Mil Mi-8                     |                 | Sovětský svaz        | vrtulník pro radioelektronický bojtransportní vrtulník     | Mi-8PPAMi-8PSMi-8T                      | 126                  | 1993–2011       |
| Mil Mi-24                    |                 | Sovětský svaz        | bojový/dopravní vrtulníkcvičný/bojový/dopravní vrtulník    | Mi-24DMi-24VMi-24DU                     | 8101                 | 1993–2011       |

## Pozemní protivzdušná obrana
| Název                  | Fotografie             | Země původu            | Typ                    | Verze                  | Počet                  | Poznámky |
| Protiletadlové systémy | Protiletadlové systémy | Protiletadlové systémy | Protiletadlové systémy | Protiletadlové systémy | Protiletadlové systémy | Protiletadlové systémy |
| ---------------------- | ---------------------- | ---------------------- | ---------------------- | ---------------------- | ---------------------- | --- |
| S-300PMU               |                        | SSSR                   | PLRK dlouhého dosahu   | SA-10B                 | 12                     | Dodané v roce 1987. Maximální vzdálenost ničení cíle je do 75 km, maximální výška ničení cíle do 27 km. Baterie má 48 raket typu 5V55KD.      |
| 2K12 Kub 2M            |                        | SSSR                   | PLRK středního dosahu  | SA-6                   | 20                     | Dodané v roce 1980. Maximální vzdálenost ničení cíle je do 24 km, maximální výška ničení cíle do 7 km. Jedna baterie má 12 raket typu 2K12M3. |
| 9K38 Igla              |                        | SSSR                   | PLRK krátkého dosahu   | SA-18                  | 72                     | Přenosný protiletadlový raketový komplet (MANPADS).                                                                                           |
| Barak MX               |                        | Izrael                 | PLRK dlouhého dosahu   |                        | 0+18                   | |